# إقليم ماتابيليلاند الجنوبية
إقليم ماتابيليلاند الجنوبية  هو إقليم في زيمبابوي، عاصمته جواندا ‏، تبلغ مساحته 54,172.0 كيلومتر مربع.

## الموقع
يشترك في الحدود مع:
- ليمبوبو.